# Xã Marble, Quận Lincoln, Minnesota
Xã Marble (tiếng Anh: Marble Township) là một xã thuộc quận Lincoln, tiểu bang Minnesota, Hoa Kỳ. Năm 2010, dân số của xã này là 161 người.